# Saint-Germain-en-Coglès
Saint-Germain-en-Coglès is een gemeente in het Franse departement Ille-et-Vilaine (regio Bretagne). De plaats maakt deel uit van het arrondissement Fougères-Vitré. Saint-Germain-en-Coglès telde op 1 januari 2022 2.091 inwoners.

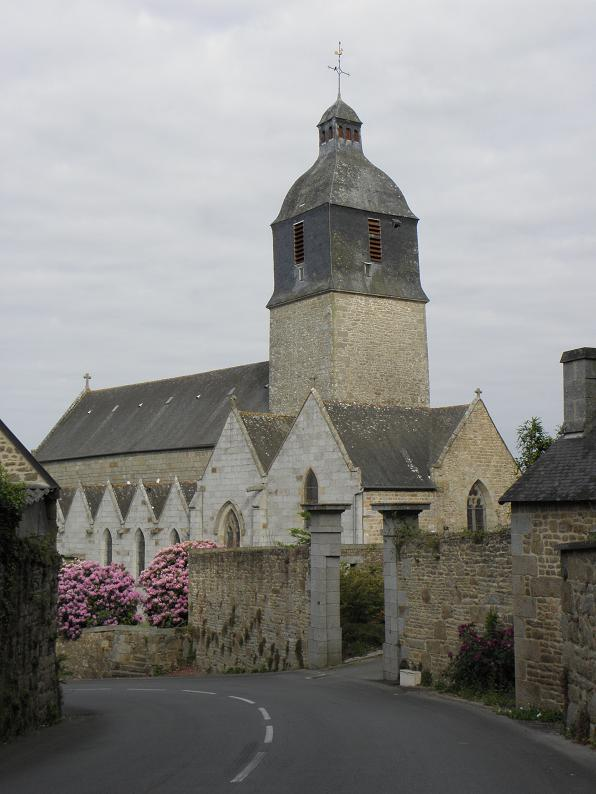
Kerk van Saint-Germain-en-Coglès
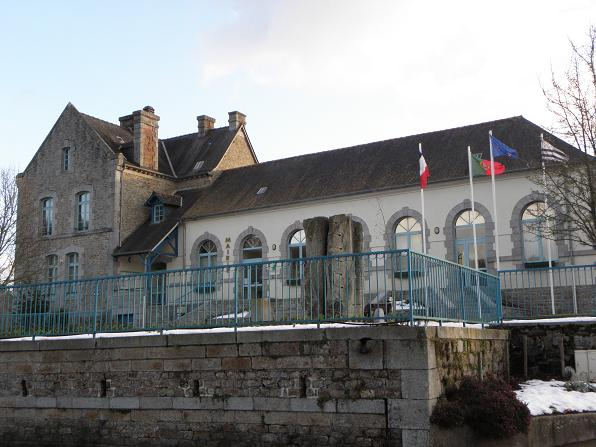
Gemeentehuis
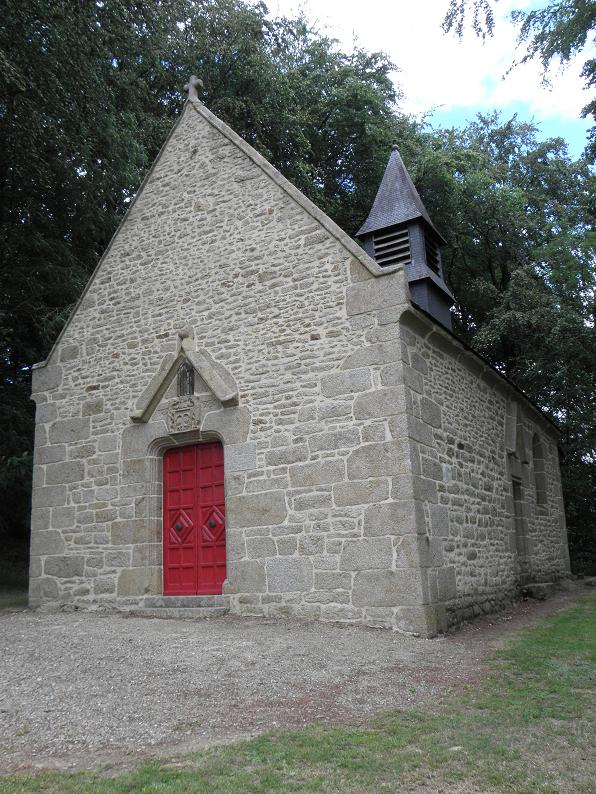
Kapel van Marigny

## Geografie
De oppervlakte van Saint-Germain-en-Coglès bedroeg op 1 januari 2022 32,09 vierkante kilometer; de bevolkingsdichtheid was toen 65,2 inwoners per km².

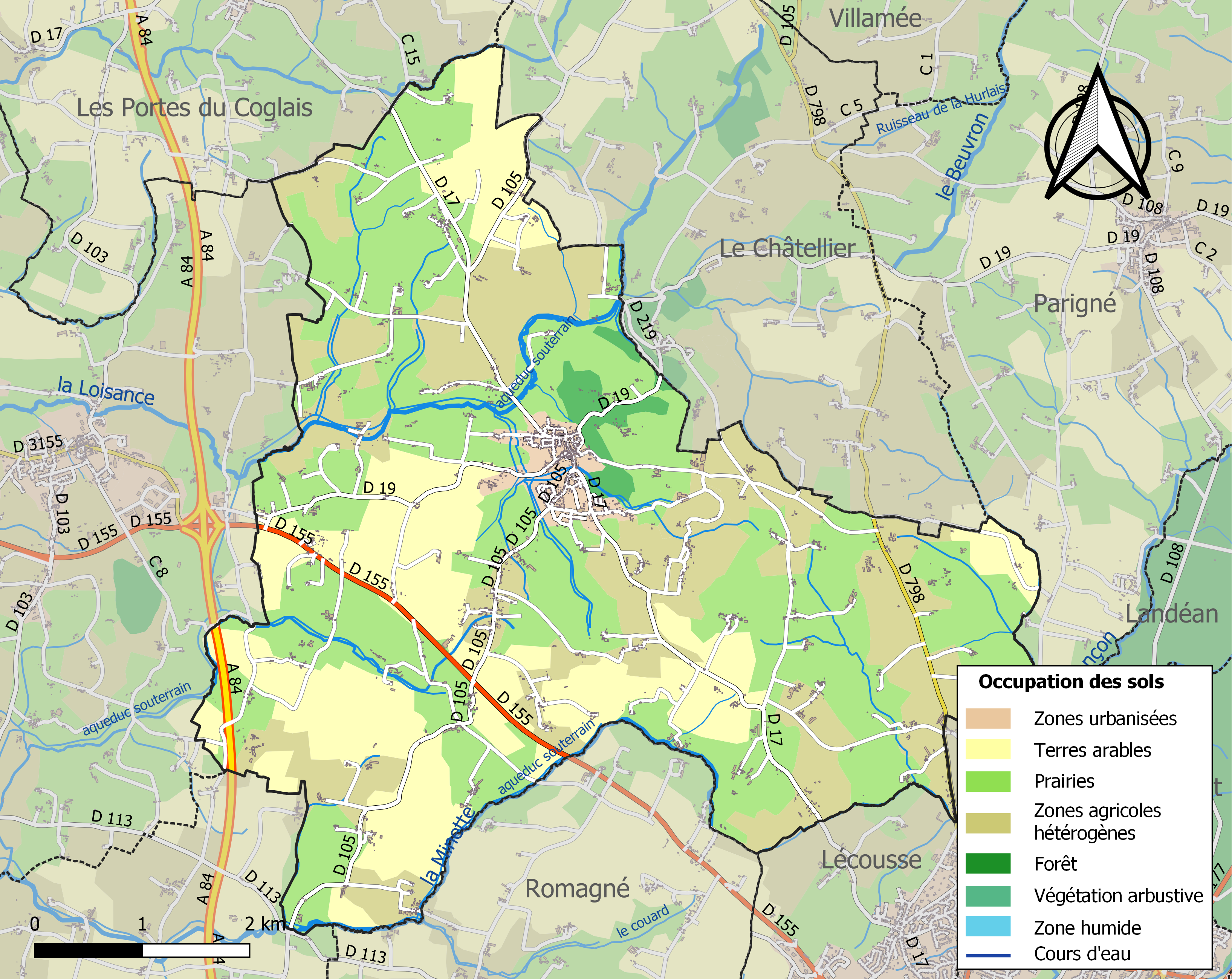
Kaart van de gemeente met belangrijkste infrastructuur, bodemgebruik en omliggende gemeenten

## Demografie
Onderstaande figuur toont het verloop van het inwonertal (bron: INSEE-tellingen).